# Ochicanthon loebli
Ochicanthon loebli là một loài bọ cánh cứng trong họ Bọ hung (Scarabaeidae).